# Sergej Treščov
Sergej Jevgeňjevič Treščov (rusky Сергей Евгеньевич Трещёв, * 18. srpna 1958 v Krasnom Kustaru, v Lipecké oblasti, RSFSR, SSSR) byl od května 1992 do listopadu 2006 ruský kosmonaut, člen oddílu kosmonautů RKK Eněrgija. Roku 2002 vzlétl na palubě raketoplánu Endeavour (let STS-111) k Mezinárodní vesmírné stanici (ISS) na půlroční kosmický let jako palubní inženýr Expedice 5. Ve vesmíru strávil 184 dní, 22 hodin a 16 minut.

## Život

### Mládí
Sergej Treščov pochází z vesnice Krasnoj Kustar v Lipecké oblasti, narodil se v dělnické rodině, je ruské národnosti. Roku 1975 absolvoval střední školu, o rok později technické učiliště (obor svářeč), roku 1982 absolvoval Moskevský energetický institut. O dva roky později, po povinné vojenské službě, nastoupil v RKK Eněrgija. Zde se podílel na zkouškách modulu Kvant-1, zabýval se technickou přípravou kosmonautů.

### Kosmonaut
Koncem osmdesátých let se přihlásil k kosmonautickému výcviku, prošel lékařskými prohlídkami a 24. března 1989 získal souhlas Hlavní lékařské komise k přípravě. Rozhodnutím Státní meziresortní komise byl 3. března 1992 doporučen do oddílu kosmonautů RKK Eněrgija, formálně zařazen v Eněrgiji na pozici kandidáta na kosmonauta byl 13. května 1992. Absolvoval dvouletou všeobecnou kosmickou přípravu ve Středisku přípravy kosmonautů J. A. Gagarina a 25. února 1994 získal kvalifikaci zkušební kosmonaut.
Od roku 1994 byl zařazen mezi kosmonauty připravující se na lety na Mir. V březnu 1997 byl začleněn do záložní posádky Základní expedice 25 (startovala v lednu 1998), s Viktorem Afanasjevem a od srpna 1997 ještě s Jean-Pierrem Haignerem. V únoru 1998 dvojice Afanasjev, Treščov postoupila na místo hlavní posádky pro Základní expedici 27, v srpnu 1998 byl však Treščov nahrazen francouzským kosmonautem. V únoru 1999 byl zařazen do záložní posádky pro Základní expedici 29, s Gennadijem Padalkou, už v červnu v souvislosti s zrušením letů na Mir byla posádka rozpuštěna.
Od června 1999 se s Valerijem Korzunem připravoval v záložní posádce programu MKS-spasatěl (v případě problémů s připojením modulu Zvezda k ISS měli kosmonauti vzlétnout a vyřešit situaci). Spojení proběhlo v červenci 2000 hladce automaticky.
Už v červenci 1999 byl jmenován do záložní posádky Expedice 3 a hlavní posádky Expedice 5 (s Korzunem a Peggy Whitsonovou). Přípravu zahájili v září 2000, Expedice 3 odstartovala v srpnu 2001. Poté trénovali na let Expedice 5.
Do vesmíru odstartoval 5. června 2002 na palubě raketoplánu Endeavour letu STS-111. Na stanici ISS vystřídala trojice Korzun, Whitsonová, Treščov Expedici 4 a setrvala na ní následujících šest měsíců. Členové Expedice 5 se vrátili na Zem 7. prosince 2002 opět v Endeavouru (let STS-113).
V lednu 2004 byl jmenován palubním inženýrem záložní posádky Expedice 14, brzy však byl z posádky vyřazen. V listopadu 2006 byl na vlastní žádost vyřazen z oddílu kosmonautů, nadále pracuje v RKK Eněrgija.